# Michel Faber

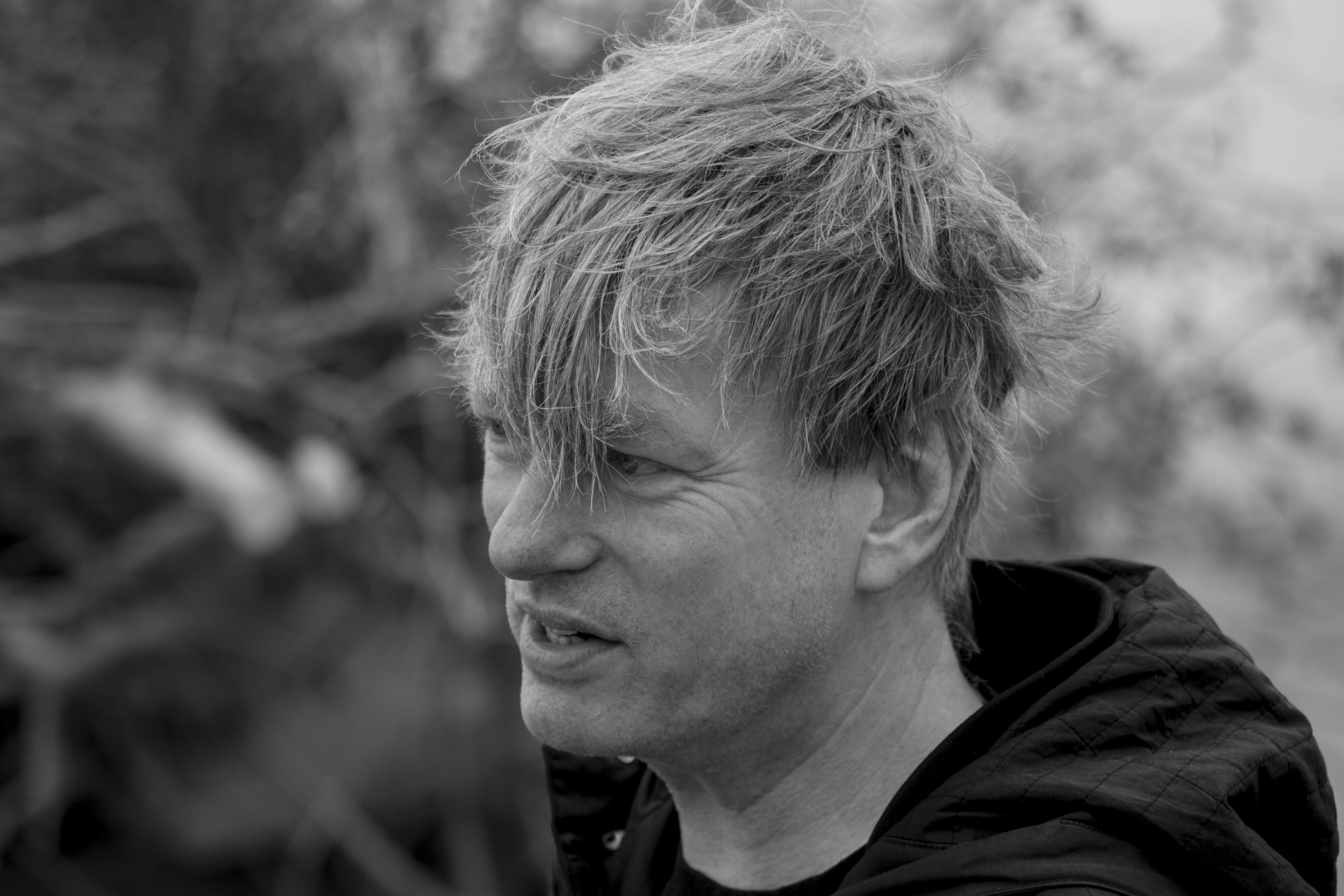
Michel Faber (2019)

Michel Faber (* 13. April 1960 in Den Haag, Niederlande) ist ein englischsprachiger Schriftsteller.

## Leben
Im Alter von 7 Jahren zog er mit seinen Eltern nach Australien, wobei sie einen Halbbruder in einem Heim für schwererziehbare Kinder zurückließen. Faber verkraftete die Emigration nur schwer und musste in einem Krankenhaus behandelt werden. Er wuchs in den Außenbezirken Boronia bzw. Bayswater der Stadt Melbourne auf.
Er studierte Anglistik in Melbourne. Der Schwerpunkt seines Studiums lag auf der Literatur des 19. Jahrhunderts. Zu Beginn der achtziger Jahre versuchte er gemeinsam mit seiner ersten Ehefrau, nach Großbritannien zu emigrieren, scheiterte jedoch und erlebte dort eine kurze Zeit der Obdachlosigkeit, bevor sie nach Australien zurückkehrten. Kurz darauf endete jedoch diese Ehe, und die ersten Arbeiten an seinem Roman „Das karmesinrote Blütenblatt“ begannen, während er sich als Pfleger und mit diversen anderen Tätigkeiten über Wasser hielt. Hitze und Licht in Australien bedingten heftige Migräneanfälle, sodass er 1992 mit seiner zweiten Ehefrau, Eva Youren, erneut nach Großbritannien emigrierte – dieses Mal erfolgreich – und sich mit ihr und ihren beiden Söhnen in einem umgebauten Bahnhof nahe der schottischen Stadt Inverness niederließ. Für seine bisherigen Veröffentlichungen wurde er für zahlreiche Preise nominiert, unter anderem mit dem Whitbread First Novel Award 2000 für „Die Weltenwanderin“ (Under The Skin) und er erhielt einige Auszeichnungen. Nach zwanzig Jahren Vorarbeit erschien 2002 der Roman „Das karmesinrote Blütenblatt“.
Auf Grundlage seines Romans Die Weltenwanderin (Under the Skin) entstand 2013 der Film Under the Skin.

## Bibliografie
- Under the Skin, dt. Die Weltenwanderin, Roman, ISBN 3462033980
- The Courage Consort, dt.: Die Unvollendete, Novelle, ISBN 3471775625
- The Hundred and Ninety-Nine Steps, dt.: Hundertneunundneunzig Stufen, Novelle, ISBN 3546003918
- Some Rain Must Fall, Erzählungen
- The Crimson Petal and the White, dt.: Das karmesinrote Blütenblatt, ISBN 3548604781
- The Fahrenheit Twins
- Die Unvollendete, Roman, List-Verlag
- The Book of Strange New Things, dt.: Das Buch der seltsamen neuen Dinge, Kein & Aber, 2018, ISBN 978-3036957791